# Bezirk Lothringen
| Bezirk Lothringen Département de la Lorraine | Bezirk Lothringen Département de la Lorraine |
| -------------------------------------------- | -------------------------------------------- |
|                                              | border=on                                    |
| Sitz                                         | Metz                                         |
| Bestandszeitraum                             | 1871–1918                                    |
| Fläche                                       | 6.228 km² (1910)                             |
| Einwohner                                    | 655.211 (1910)                               |
| Bevölkerungsdichte                           | 105 Einw./km² (1910)                         |
| Kfz-Kennzeichen                              | VI C (ab 1906)                               |
| Stadtkreis                                   | 1 (1918)                                     |
| Übrige Kreise                                | 8 (ab 1901)                                  |
| Bezirk Lothringen im Reichsland              |                                              |
| Bezirk Lothringen (orange) im Reichsland     |                                              |

Der Bezirk Lothringen (französisch Département de la Lorraine) war von 1871 bis 1918 einer der drei Bezirke des Reichslandes Elsaß-Lothringen im Deutschen Reich. Bezirksstadt war Metz. Das Gebiet des Bezirks entsprach weitgehend dem des heutigen französischen Départements Moselle. Der Bezirk umfasste 1910 6.228 km² und zählte 655.211 Einwohner.

## Geschichte
Nach dem Deutsch-Französischen Krieg trat das unterlegene Frankreich im Frieden von Frankfurt am 10. Mai 1871 das Elsass und Teile Lothringens an Deutschland ab. Sie bildeten seither das Reichsland Elsaß-Lothringen. Das Reichsland war ein Gliedstaat des Deutschen Reichs mit besonderem Status, da es anfangs keine eigene Gesetzgebung durch elsässische und lothringische Volksvertreter hatte. Ab 1874 gab es den indirekt gewählten Landesausschuss, der erst 1911 zu einer direkt gewählten Volksvertretung aufgewertet wurde. Diese war, wie in vielen Bundesstaaten des Reiches, nicht voll umfänglich für die Gesetzgebung zuständig und wählte nicht die Landesregierung. In den deutschen Bundesstaaten mit beschränkter Legislatur und Kontrolle der Regierung lag die Macht bei den jeweiligen Monarchen, im Reichsland dagegen bei dem vom Reich bestimmten kaiserlichen Statthalter. Im Bundesrat war das Reichsland bis 1911 nicht vertreten. Daher die Bezeichnung Reichsland und nicht Bundesstaat. Ab 1911 entsandte es drei Vertreter, doch wegen des besonderen Status blieb die Bezeichnung Reichsland. 

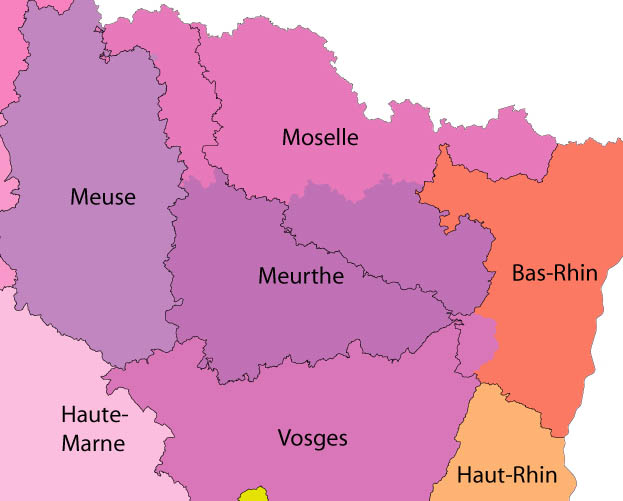
Farbig die Gebiete der Départements bis 1870, als Linien deren Grenzen heute. Das heutige Département Moselle gleicht territorial dem Bezirk Lothringen.

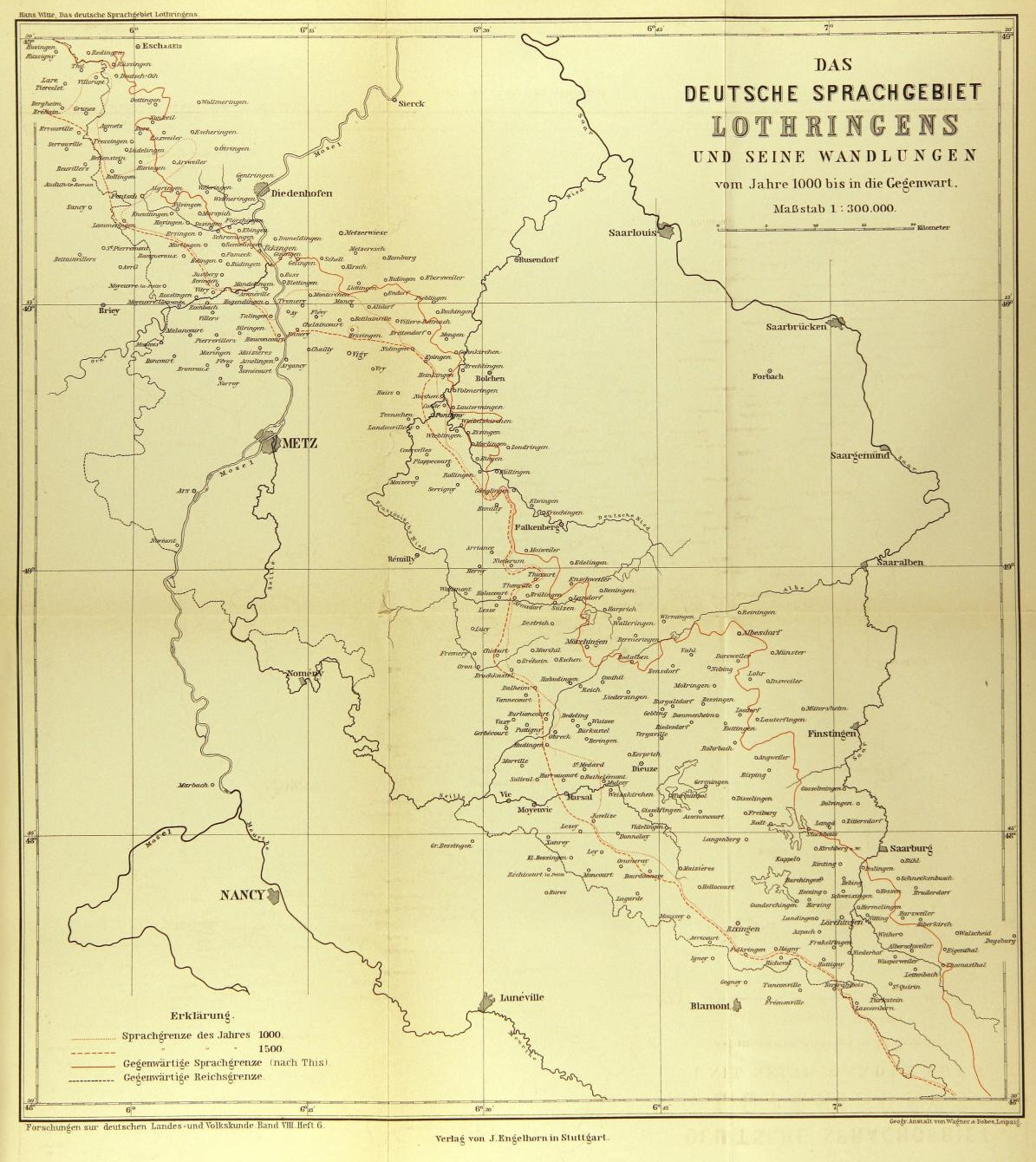
Verlauf der deutsch-französischen Sprachgrenze in Lothringen im Jahr 1000, 1500 und 1885 (nach This) im Vergleich zur deutschen Reichsgrenze von 1871

Der Bezirk Lothringen umfasste neben dem deutschsprachigen Teil Lothringens auch französischsprachige Gebiete westlich der deutsch-französischen Sprachgrenze um Metz und Château-Salins. Am 22. Juni 1877 wurden die amtlichen Ortsnamen neu festgelegt.
Die Bezirke des Reichslandes waren höhere Kommunalverbände, daher dem Bezirksverband Pfalz nicht unähnlich, dessen Strukturen 1816 ebenfalls aus einem französischen Département mit Conseil général hervorgegangen waren und der bei Schaffung der Bezirke im übrigen Bayern 1828 Pate stand. Als höherer Kommunalverband führte der Bezirk Lothringen ein Wappen, das traditionelle Wappen Lothringens, das in Siegeln, auf Gutscheinen und Schuldverschreibungen des Bezirks erscheint. 
Das Gebiet des Bezirks Lothringen mit seiner Hauptstadt Metz blieb nach der Rückgliederung des Landstrichs an Frankreich 1919 in seiner territorialen Gestalt unverändert und bildet das heutige Département Moselle. Während der deutschen Besetzung 1940–1944 bildete dieses Gebiet das CdZ-Gebiet Lothringen, ein Teil des Gaus Westmark.

## Territoriale Gliederung
Aus den durch Deutschland annektierten östlichen vier Fünfteln des ehemaligen alten Départements Moselle und dem östlichen Drittel des ehemaligen Départements Meurthe (und zwar dessen beide Arrondissements Château-Salins und Sarrebourg) wurde der Bezirk Lothringen gebildet. Daneben bestanden die Bezirke Oberelsass und Unterelsass. 
Der Bezirk war in Kreise unterteilt, dabei wurde meistenteils die Struktur der vordem bestehenden französischen Arrondissements übernommen. Die Kreise des Bezirks waren die folgenden: 

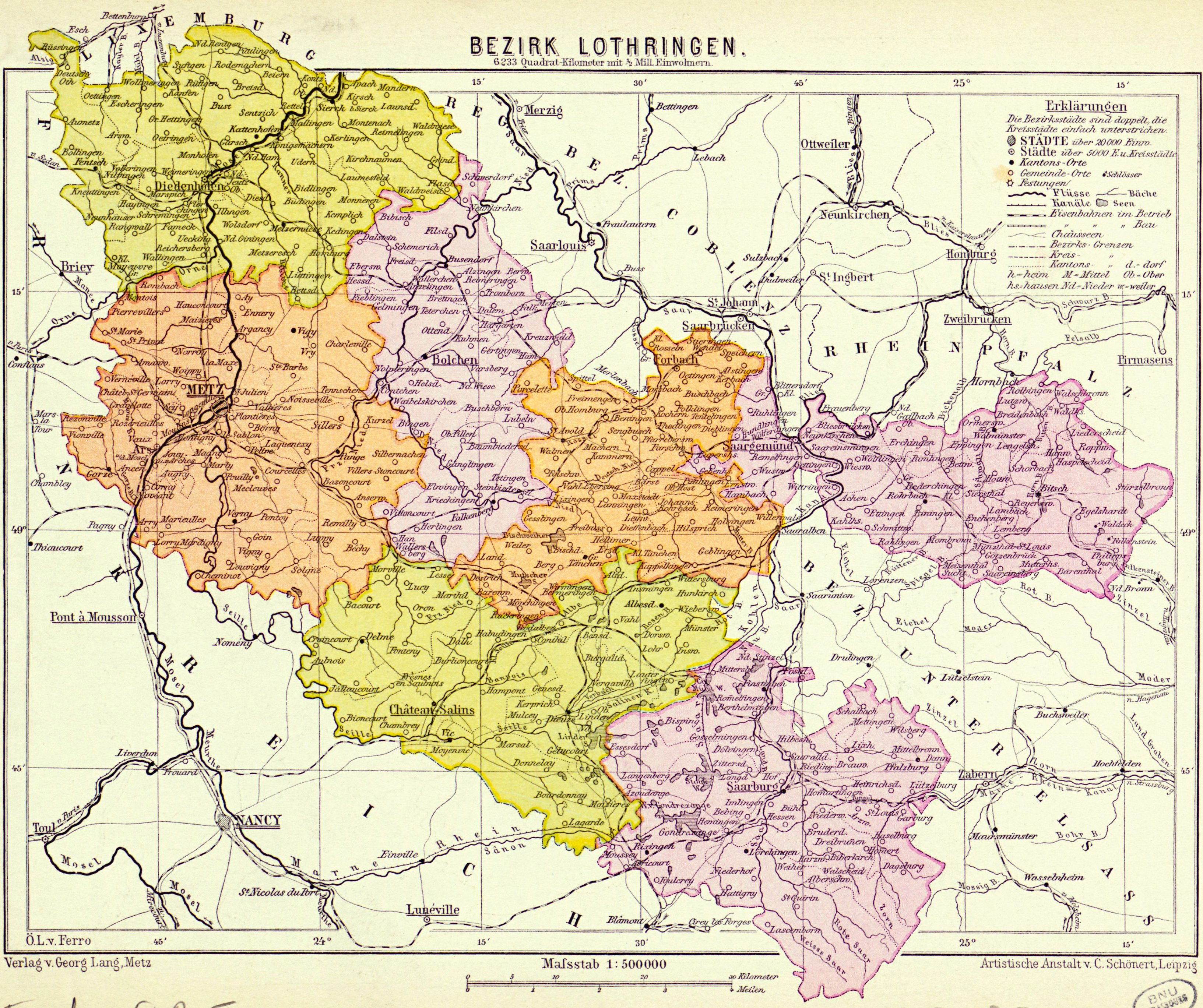
Kreiseinteilung des Bezirks 1890

| Kreis             | Hervorgegangen aus Arrondissement | Kreisstadt                          | Bevölkerung                  | Anmerkung |
| ----------------- | --------------------------------- | ----------------------------------- | ---------------------------- | --- |
| Metz (Stadtkreis) | Metz-Ville                        | Metz                                | 60.186 (1890) 68.598 (1910)  | 22 % der Einwohner gaben Französisch als Sprache den Vorzug (1900)                                            |
| Bolchen           | Boulay-Moselle                    | Bolchen (Boulay)                    | 41.621 (1890) 41.825 (1910)  | 12,8 % gaben Französisch den Vorzug (1900)                                                                    |
| Château-Salins    | Château-Salins                    | Château-Salins                      | 48.956 (1890) 45.303 (1910)  | 69,7 % gaben Französisch den Vorzug (1900)                                                                    |
| Diedenhofen       | Briey (teils) und Thionville      | Diedenhofen (Thionville)            | 84.505 (1890) 115.873 (1900) | 20,8 % gaben Französisch, 9,5 % dem Italienischen den Vorzug (1900) 1901 geteilt in Diedenhofen-Ost und -West |
| Diedenhofen-Ost   | 1901 neu gebildet                 | Diedenhofen                         | 62.980 (1910)                | |
| Diedenhofen-West  | 1901 neu gebildet                 | Diedenhofen                         | 88.232 (1910)                | |
| Forbach           | Forbach                           | Forbach in Lothringen               | 68.696 (1890) 94.191 (1910)  | 95 % und mehr zogen Deutsch vor                                                                               |
| Metz-Land         | Metz-Campagne                     | Metz                                | 76.805 (1890) 113.674 (1910) | 57,1 % gaben Französisch den Vorzug (1900)                                                                    |
| Saarburg          | Sarrebourg                        | Saarburg in Lothringen (Sarrebourg) | 63.096 (1890) 66.222 (1910)  | 22,8 % gaben Französisch den Vorzug (1900)                                                                    |
| Saargemünd        | Sarreguemines                     | Saargemünd (Sarreguemines)          | 66.527 (1890) 74.186 (1910)  | 95 % und mehr zogen Deutsch vor                                                                               |

### Gebietsveränderungen

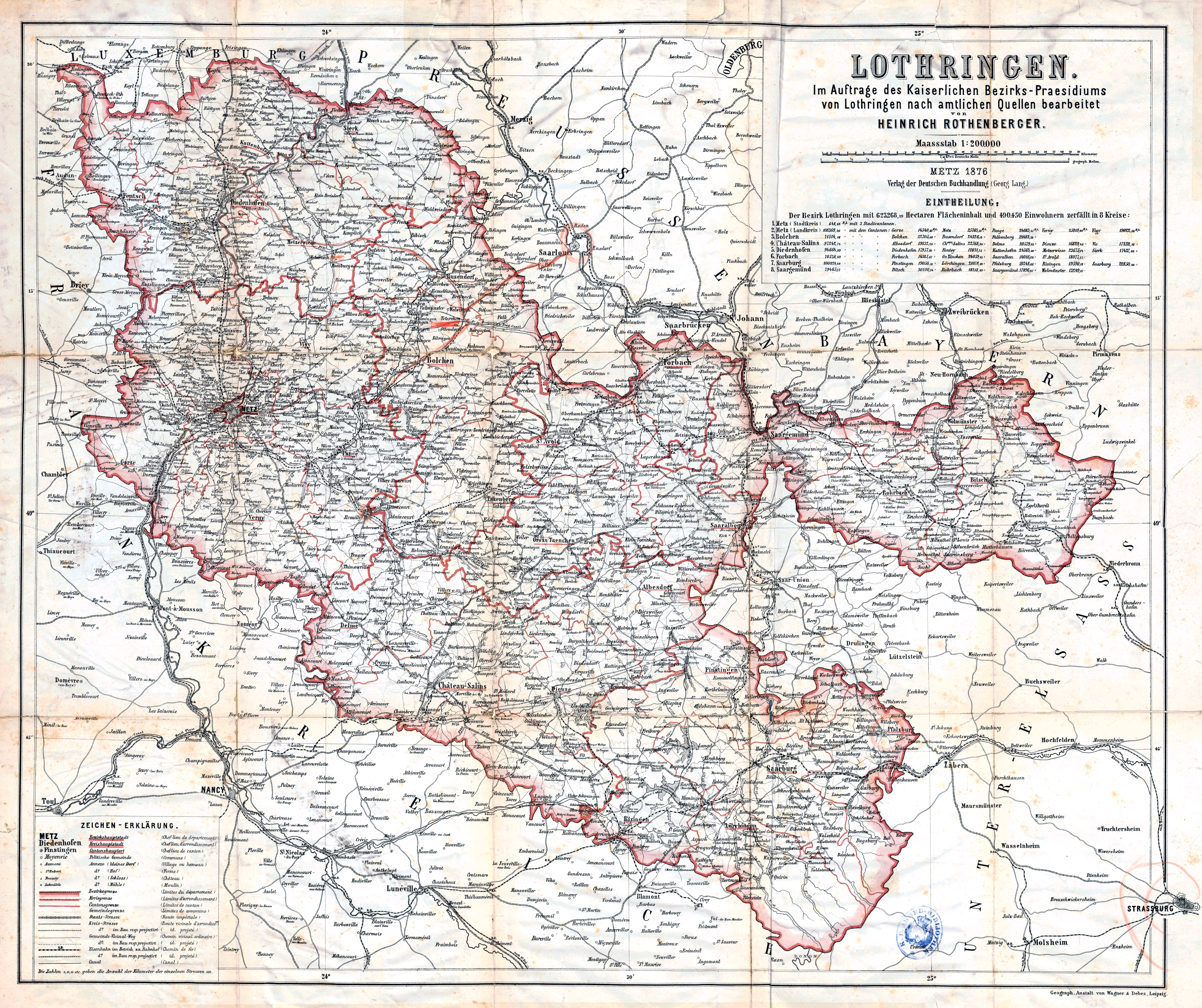
Administrativ-Karte des Bezirkes Lothringen von 1876 mit Gerichtsbezirks- und Gemeindegrenzen

Am 1. März 1873 wurden die zuvor durch Staatsvertrag mit Frankreich an das Deutsche Reich gekommenen, unbewohnten Teile der Gemeinde Raon-lès-Leau, die zunächst – als früher dem Arrondissement Sarrebourg zugehörig – dem Kreis Saarburg i. Lothr. zugefallen waren, in den Kreis Molsheim im Bezirk Unterelsaß umgegliedert. Am 1. Januar 1881 wurde die Kommune Großtänchen vom Kreis Forbach in den Kreis Château-Salins umgegliedert. Am 14. Mai 1884 wechselten Teile des Gebiets der Gemeinde Hagen vom Kreis Zabern, Unterelsaß, in den Kreis Saarburg, während Teile des Gebiets der Gemeinde Hültenhausen in umgekehrter Richtung aus dem Kreis Saarburg in den Kreis Zabern übergingen. Am 27. Juni 1890 wechselte die Kommune Lauterfingen vom Kreis Château-Salins zum Kreis Saarburg. 1891 kam Lauterfingen wieder an den Kreis Château-Salins und dieser gab dafür Mittersheim an den Kreis Saarburg. Am 1. April 1896 erging eine neue Gemeindeordnung für das Reichsland. Am 8. April 1901 kam ein Teil des Gemeindegebiets von Gandringen an den Kreis Metz (Land) und der Kreis Diedenhofen wurde in einen Ost- und einen Westkreis geteilt. Die Kommunen Devant-les-Ponts und Plantières, Kreis Metz (Land), wurden am 1. April 1908 in die Stadt Metz eingemeindet. Am 1. April 1914 wurde Le Sablon nach Metz eingemeindet.

## Ämter und Organe
An der Spitze jedes Bezirks im Reichsland stand ein Bezirkspräsident/Président du département. Seine Behörde war das Bezirkspräsidium/la Présidence du département. Jeder Bezirk hatte als Vertretungsorgan einen Bezirkstag bestehend aus gewählten Vertretern (Vgl. Bezirkstage in Bayern). Darin unterschieden sich die Bezirke im Reichsland von Regierungsbezirken in Preußen, die keine Verbände von Gebietskörperschaften waren, sondern regierungsseitige territoriale Verwaltungseinheiten.

### Präsidenten des Bezirkstags von Lothringen
Die Präsidenten wurden vom Bezirkstag von Lothringen (französisch Conseil Général de la Lorraine) gewählt, dessen Mitglieder ihrerseits von den angeschlossenen Kommunen gewählt worden waren. 
- 1874–1881: Auguste-François Adam
- 1881–1911: Eduard Jaunez
- 1911–1918: Georges Ditsch

### Bezirkspräsidenten

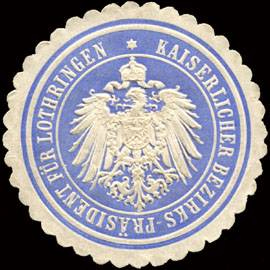
Siegelmarke des Bezirkspräsidenten

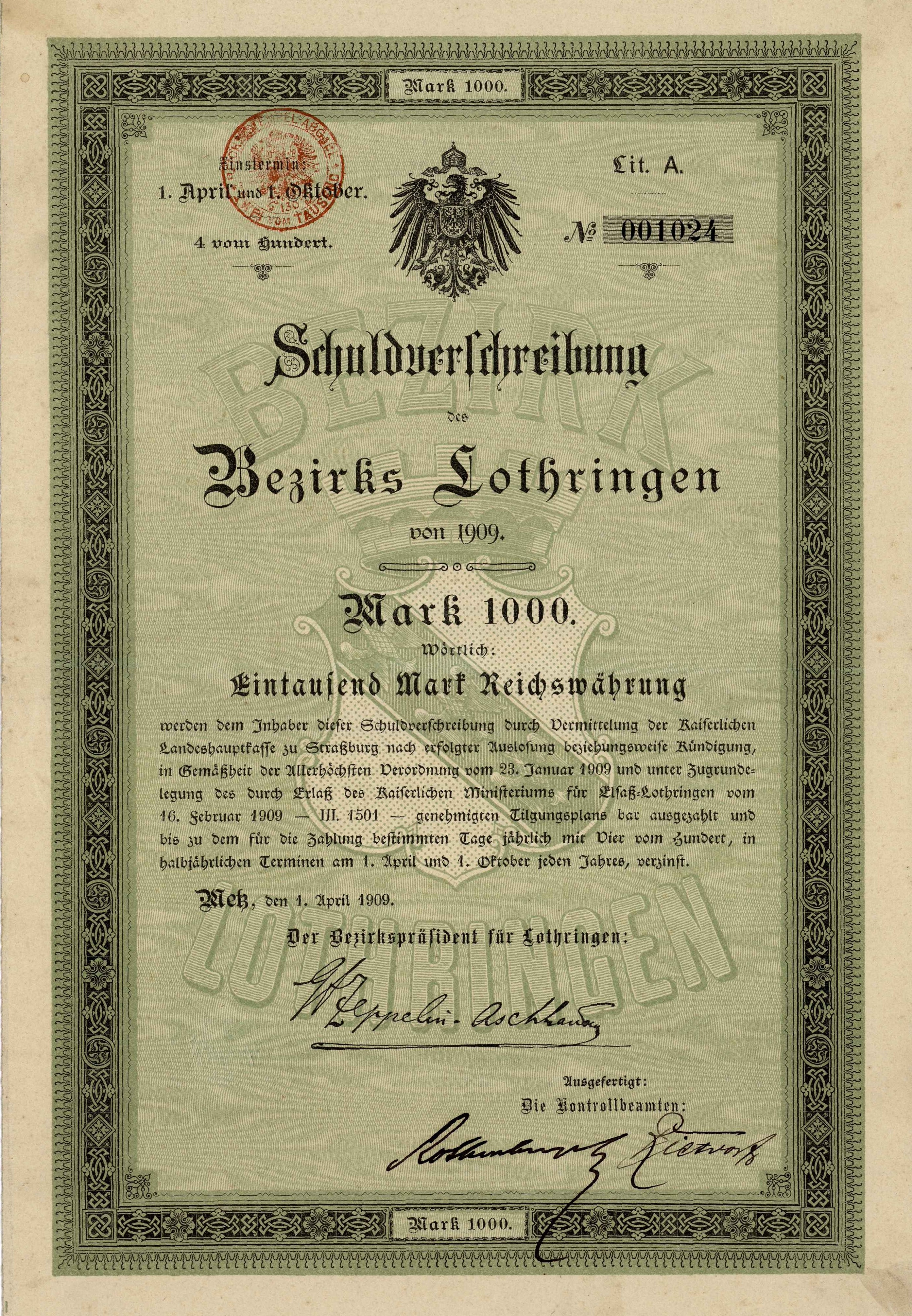
Schuldverschreibung des Bezirks Lothringen vom 1. April 1909 mit Unterschrift des Bezirkspräsidenten

Im Laufe des Krieges waren in den besetzten französischen Gebieten Militärgouverneure eingesetzt. Adolf von Bonin war Generalgouverneur des besetzten Lothringens bis zum Ende der Militärverwaltung (Generalgouvernements) am 28. März 1871. Zwischen Ende März und September 1871 amtierte ein deutscher Präfekt von Metz anstelle eines französischen Amtsinhabers. Im Mai wurde das Gebiet des späteren Bezirks eingegliedert. Das Amt des Präfekten erhielt nun die Bezeichnung Bezirkspräsident, der jeweils vom Kaiserlichen Statthalter ernannt wurde. 
- 1871, März–September: Leonce von Könneritz, als Präfekt
- 1871–1872: Guido Henckel von Donnersmarck
- 1872–1873: Botho zu Eulenburg
- 1873–1874: Adolf von Arnim-Boitzenburg
- 1875–1876: Robert Viktor von Puttkamer
- 1877–1880: Friedrich von Reitzenstein
- 1881–1882: Adalbert von Flottwell
- 1883–1900: Hans von Hammerstein-Loxten
- 1901–1912: Friedrich von Zeppelin-Aschhausen
- 1913–1918: Karl von Gemmingen-Hornberg